# El Madronal, Acapetahua
El Madronal är en ort i Mexiko.   Den ligger i kommunen Acapetahua och delstaten Chiapas, i den sydöstra delen av landet, 800 km sydost om huvudstaden Mexico City. El Madronal ligger 28 meter över havet och antalet invånare är 594.
Terrängen runt El Madronal är platt åt sydväst, men åt nordost är den kuperad. Runt El Madronal är det ganska tätbefolkat, med 60 invånare per kvadratkilometer. Närmaste större samhälle är Acapeteahua, 1,8 km öster om El Madronal. Omgivningarna runt El Madronal är en mosaik av jordbruksmark och naturlig växtlighet.